# Izet Hajrović
Izet Hajrović, bosansko-švicarski nogometaš, * 4. avgust 1991, Brugg, Švica. 

## Življenjepis
Izet je bil rojen v mestu Brugg na severu Švice, ki šteje okoli 10.000 prebivalcev. Ta kraj leži 35 km severozahodno od Züricha. Njegova starša izvirata iz Črnogorskega dela Sandžaka a sta se leta 1980 preselila v Sarajevo. Sedem let kasneje pa sta odšla v Švico. Izet ima tudi dve leti mlajšega brata Seada, ki je tudi nogometaš in reprezentant Bosne in Hercegovine. Vezist, ki lahko igra tudi na poziciji branilca. Izet je nastopal za mlajše selekcije Švice in ima tudi en nastop za člansko reprezentanco Švice. To je bilo 14. novembra 2012, ko je odigral dobrih 10 minut prijateljske tekme proti Tuniziji. Svoj debi za izbrano vrsto BIH pa je doživel 26. 8. 2013 proti Slovaški. Doslej je igral v rodni Švici pa pol leta v Turčiji. Med letoma 2018 in 2021 je bil član hrvaškega prvoligaša Dinama iz Zagreba. 

## Uspehi
Grasshopper
- Švicarski pokal (1): 2012/13.

Galatasaray SK
- Turški pokal (1): 2013/14.

Dinamo Zagreb
- 1. hrvaška nogometna liga (3): 2017/2018, 2018/2019, 2019/2020
- Hrvaški nogometni pokal (1): 2017/2018
- Hrvaški super pokal (1): 2019